# Noatun (Pasvik)
Noatun är en nybyggargård i Pasvikdalen i Sør-Varangers kommun i Finnmark i Norge.
Noatun ligger vid Gjøkbukta på ett näs mellan sjöarna Gjøkbukta och Fjørvatnet i Pasvikälvens övre lopp. Gården ligger sedan 1993 inom det norska Pasvik naturreservatet. Gården byggdes 1907 av den norske ornitologen Hans Thomas Lange Schaanning, som då flyttade dit från ön Varlam/Vaarlamasaari på den ryska sidan av gränsen.
Noatun är ett byggnadsminne. Det är en närapå komplett nybyggargård från början av 1900-talet. Runt gårdstunet finns ett bostadshus, en lagård, härbre och bastu. Det finns också andra uthus vid gården samt en "peisestua" omkring 200 meter därifrån ute på näset. Alla husen är timrade och också byggda med torv.
Manbyggnaden är ett 1 1/2-planshus med spåntäckt mansardtak, med senare tillbyggd veranda mot söder. På utsidan är huset klätt med liggande träpanel. Under köket ligger en matkällare med cementerat golv och kalkade timmerväggar.